# 八重洲トンネル
八重洲トンネル（やえすトンネル）は、首都高速八重洲線のトンネルである。

## 概要
本トンネルは都道首都高速4号線I期（東京都中央区八重洲 - 渋谷区本町）の一部として1967年度に着工した。東京都千代田区大手町の鎌倉河岸付近の神田橋JCTで首都高速4号分岐線（首都高速都心環状線）から分かれ、JR（建設時は日本国有鉄道）中央本線ほかの鉄道交差部手前より地下に入る。呉服橋交差点付近より東京駅八重洲口付近の外堀通りの地下を通り、鍛冶橋交差点南側で地上に出て西銀座JCTで東京高速道路に合流する。
鉄道と交差する部分は国鉄、八重洲駐車場と一体構造になる部分は八重洲駐車場株式会社（現：八重洲地下街株式会社）に施工を委託し、そのほかの部分は首都高速道路公団が施工した。一般部は開削工法で建設され、地上路面下5.4mに幅19.6mのコンクリート製躯体を埋設。躯体内部には上下線それぞれ高さ4.65m、幅8.6m（有効幅員7.3m）の通行帯と、その下に換気用ダクトが設けられている。1973年2月15日開通。トンネルの延長は1400mで、日本橋川に近接した水底トンネルに該当することから危険物積載車の通行には規制が設けられている。
両方向それぞれ八重洲駐車場に直結する八重洲出入口、北行のみ日本ビル地下の日本パーキングセンター直結の常盤橋出入口、南行のみ鍛冶橋通り皇居馬場先門方面へのへの丸の内出口が設けられている。このうち、常盤橋出入口は常盤橋街区再開発事業のため2016年4月に閉鎖されている。躯体は全線両方向とも2車線分の幅員があるが、八重洲出入口付近以北は導流帯により両方向とも1車線で運用されている。
換気方式については、両坑口に8 - 10%の勾配があり、また中間に地下駐車場への分岐・合流がある点、八重洲地下街への排気ガスの影響を抑える点から横流換気が採用された。上下線各路面下の路側帯側に送気ダクト、中央分離帯側に排気ダクトを設け、常盤橋公園と鍛冶橋交差点付近に建設した換気所で給排気処理を行う。上下線同時に渋滞が起こる可能性は少ないと見込まれ、一方にのみ最大量を送気し、他方は半分ほどに抑えることで動力費を削減した。鍛冶橋換気所は東京都庁舎に近く、周囲の景観に違和感を与えないよう円筒形のデザインが採り入れられた。
2021年から実施されている、施設老朽化等に伴う都心環状線日本橋付近地下化事業に伴い、八重洲トンネルの一部を都心環状線に転用すると共に、江戸橋JCTで接続しなくなる都心環状ルートを八重洲線経由で確保するために八重洲線と都心環状線京橋JCTを直結する新たな連絡路（新京橋連絡路）を建設することになっている。このため、トンネルの両端を新たな開削トンネルで全面改築する工事を実施しており、八重洲線（八重洲トンネル）が2025年4月5日から工事完了予定の2035年頃まで約10年間通行止めとなっている。。